# Jideko Sellés Óguino
Jideko Sellés Óguino (Kōbe, c. 1890-Barcelona, 9 de octubre de 1971) fue una escritora hispano-japonesa. Era natural de Kōbe (Japón). Su segundo apellido era originalmente Ogino pero en sus publicaciones se lo españolizó por Óguino para su correcta pronunciación. Era prima de Chang Sellés Ogino, piloto del primer escuadrón de la Segunda República Española y sargento en las unidades republicanas durante la Guerra civil española.

## Biografía
Su padre Juan Sellés Valero era un comerciante alicantino de especias aunque inicialmente fue cajero del Banco de España. Su madre Filomena Ogino, era una geisha de Kōbe que debido a su anterior marido italiano, quedó viuda y tenía un negocio de exportación en Japón.
Los primeros 18 años de Jideko Sellés Óguino los vivió entre Kobe, Osaka y probablemente Yokohama, estudiando bellas artes como escritura, música, poesía, dibujo, etc., pero sus padres se asentaron finalmente a la tierra natal de su padre, Alicante, y la enviaron a estudiar en un colegio de monjas de Madrid, donde parece ser que al pasar de la refinada e higiénica vida japonesa a la vida de un colegio de monjas de aquella época, se sumió en una depresión.
Debido a todo ello y a su riqueza cultural, como válvula de escape estuvo escribiendo a partir de entonces innumerables cuentos de todo tipo. En 1908 recibió un premio por uno de sus cuentos escritos desde el Colegio de Nuestra Señora de la Presentación, popularmente conocido por el nombre de 'Niñas de Leganés'. El marqués de Alcañices y de los Balbases le impuso la Banda de Honor, que era la más alta de las recompensas en aquel entonces.
El éxito lo alcanzó con su obra Enciclopedia gráfica El Japón (1929), donde relataba todas las celebraciones y tradiciones que había en el Japón de su juventud y que, debido a la Segunda Guerra Mundial, muchas de estas desaparecieron. "El Japón" se ha convertido en un documento imprescindible para entender las raíces de la actual sociedad japonesa de finales del siglo XIX y principios del siglo XX.